# 180

180(백팔십)은 179보다 크고 181보다 작은 자연수다.

## 수학
- 합성수로, 그 약수는 총 18개다. (1, 2, 3, 4, 5, 6, 9, 10, 12, 15, 18, 20, 30, 36, 45, 60, 90, 180)
  - 약수가 18개인 가장 작은 자연수다.
  - 180의 진약수의 합은 366이므로, 180은 과잉수다.
- 11번째 고도 합성수다. 앞의 고도 합성수는 120, 다음은 240이다.
- {\displaystyle 180=19+23+29+31+37+41}
  - 연속하는 소수(素數) 6개의 합으로 나타낼 수 있으며, 이 성질을 지닌 앞의 수는 156, 다음 수는 204다.
- {\displaystyle 180=11+13+17+19+23+29+31+37}
  - 연속하는 소수(素數) 8개의 합으로 나타낼 수 있으며, 이 성질을 지닌 앞의 수는 150, 다음 수는 210이다.
- {\displaystyle 180=6^{2}+12^{2}}
  - 서로 다른 두 자연수의 제곱합으로 나타낼 수 있으며, 연속하는 두 개의 {\displaystyle 6n}({\displaystyle n}은 자연수)의 제곱합으로 나타낼 수 있는 가장 작은 수다.
- {\displaystyle 19^{2}-1}, {\displaystyle 19^{4}-1}은 180으로 나누어떨어진다.
- 180도 각은 평각이며, 유클리드 기하학에서 삼각형의 모든 내각의 합이다.

## 과학
- NGC 180: 물고기자리 방향에 있는 막대나선은하.

## 교통
- 일본 180번 국도: 오카야마현 오카야마시 기타구에서 시마네현 마쓰에시까지 이어지는 일본의 국도.
- 현도 제180호선

## 군사
- U-180(영어판): 제2차 세계 대전에 사용된 나치 독일의 군용 잠수함.

## 문화유산
- 대한민국의 국보 제180호: 김정희필 세한도
- 대한민국의 보물 제180호: 여주 신륵사 조사당
- 대한민국의 사적 제180호: 경주 진평왕릉

## 방송
- 스카이라이프의 BBS 불교방송 채널 번호.
- 지니 TV의 한국경제TV 채널 번호.
- U+ TV의 NBS 한국농업방송 채널 번호.
- B tv 케이블의 카투니토 채널 번호.

## 기타
- 연도: 180년, 기원전 180년
- 180년대
- 180도 규칙
- 한국십진분류법에서 심리학에 관한 책들이 분류되는 번호.
- 《미녀들의 수다》에서 신장이 “180cm 미만인 남자는 다 Loser(패배자)다.”라는 패널의 발언으로 인해 루저의 난 논란이 있었다.